# El Potrero, Santa María Zoquitlán
El Potrero är en ort i Mexiko.   Den ligger i kommunen Santa María Zoquitlán och delstaten Oaxaca, i den sydöstra delen av landet, 400 km sydost om huvudstaden Mexico City. El Potrero ligger 1 229 meter över havet och antalet invånare är 240.
Terrängen runt El Potrero är huvudsakligen kuperad, men norrut är den bergig. El Potrero ligger nere i en dal. Runt El Potrero är det glesbefolkat, med 14 invånare per kvadratkilometer. Närmaste större samhälle är San Baltazar Chichicapam, 18,5 km norr om El Potrero. I omgivningarna runt El Potrero växer huvudsakligen savannskog.